# 塞尔维亚语西里尔字母
塞尔维亚语西里尔字母（發音：[sr̩̂pskaː t͡ɕirǐlit͡sa]）是用于塞尔维亚语的西里尔字母，是由塞尔维亚语言学家武克·斯特凡诺维奇·卡拉季奇于1818年发展的，是书写塞尔维亚语的两种现代字母形式之一，另一种是拉丁字母。西里尔字母传统上是塞尔维亚的官方文字。
卡拉季奇在“斯拉夫塞尔维亚语”字母基础上发展出了他的字母表，遵循“写你所说并读其所写”的原则。塞尔维亚语西里尔字母和拉丁字母有一对一的对应关系，拉丁二合字母Lj、Nj和Dž视为单一字母。
卡拉季奇的字母于1868年被塞尔维亚官方接受，并一直使用到两次世界大战的时期。南斯拉夫王国和南斯拉夫社会主义联邦共和国都以两种字母为官方文字。由于有共同的文化区域，盖伊的拉丁字母表逐渐为塞尔维亚所接受，两种文字都被用来属性塞尔维亚语、波斯尼亚语和黑山语，克罗地亚语只用拉丁字母。西里尔字母在塞尔维亚被认为更传统，并且在塞尔维亚（宪法指定为“官方文字”，相比较于塞尔维亚语拉丁字母由次级法案定为“官方使用的文字”）、波黑和黑山（此外是拉丁字母）有官方地位。20世纪期间拉丁字母使用更为频繁，尤其是在波黑和黑山。
塞尔维亚语西里尔字母以及克尔斯泰·米西尔科夫和文科·马尔科夫斯基的作品被用作马其顿语字母和黑山语字母的基础。

## 现代字母

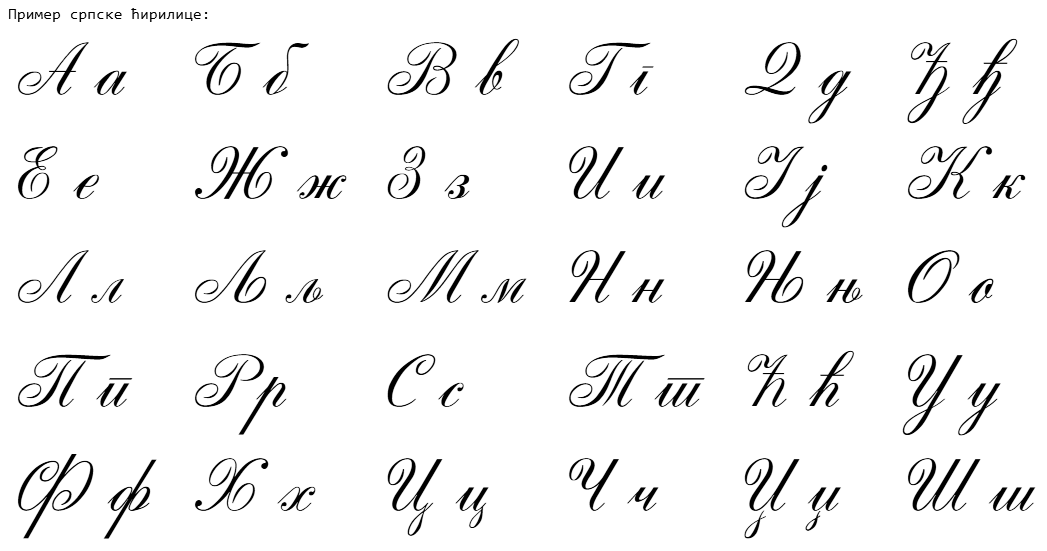
塞尔维亚语西里尔字母手写体的例子

下表提供了塞尔维亚语西里尔字母的大小写形式及对应的塞尔维亚语拉丁字母的大小写形式，以及每个字母的国际音标（IPA）音值：
| 西里尔字母 | 拉丁字母 | IPA音值 |
| ---------- | -------- | ------- |
| А а        | A a      | /a/     |
| Б б        | B b      | /b/     |
| В в        | V v      | /ʋ/     |
| Г г        | G g      | /ɡ/     |
| Д д        | D d      | /d/     |
| Ђ ђ        | Đ đ      | /dʑ/    |
| Е е        | E e      | /e/     |
| Ж ж        | Ž ž      | /ʒ/     |
| З з        | Z z      | /z/     |
| И и        | I i      | /i/     |
| Ј ј        | J j      | /j/     |
| К к        | K k      | /k/     |
| Л л        | L l      | /l/     |
| Љ љ        | Lj lj    | /ʎ/     |
| М м        | M m      | /m/     |

| 西里尔字母 | 拉丁字母 | IPA音值 |
| ---------- | -------- | ------- |
| Н н        | N n      | /n/     |
| Њ њ        | Nj nj    | /ɲ/     |
| О о        | O o      | /o/     |
| П п        | P p      | /p/     |
| Р р        | R r      | /r/     |
| С с        | S s      | /s/     |
| Т т        | T t      | /t/     |
| Ћ ћ        | Ć ć      | /tɕ/    |
| У у        | U u      | /u/     |
| Ф ф        | F f      | /f/     |
| Х х        | H h      | /x/     |
| Ц ц        | C c      | /ts/    |
| Ч ч        | Č č      | /tʃ/    |
| Џ џ        | Dž dž    | /dʒ/    |
| Ш ш        | Š š      | /ʃ/     |

## 历史

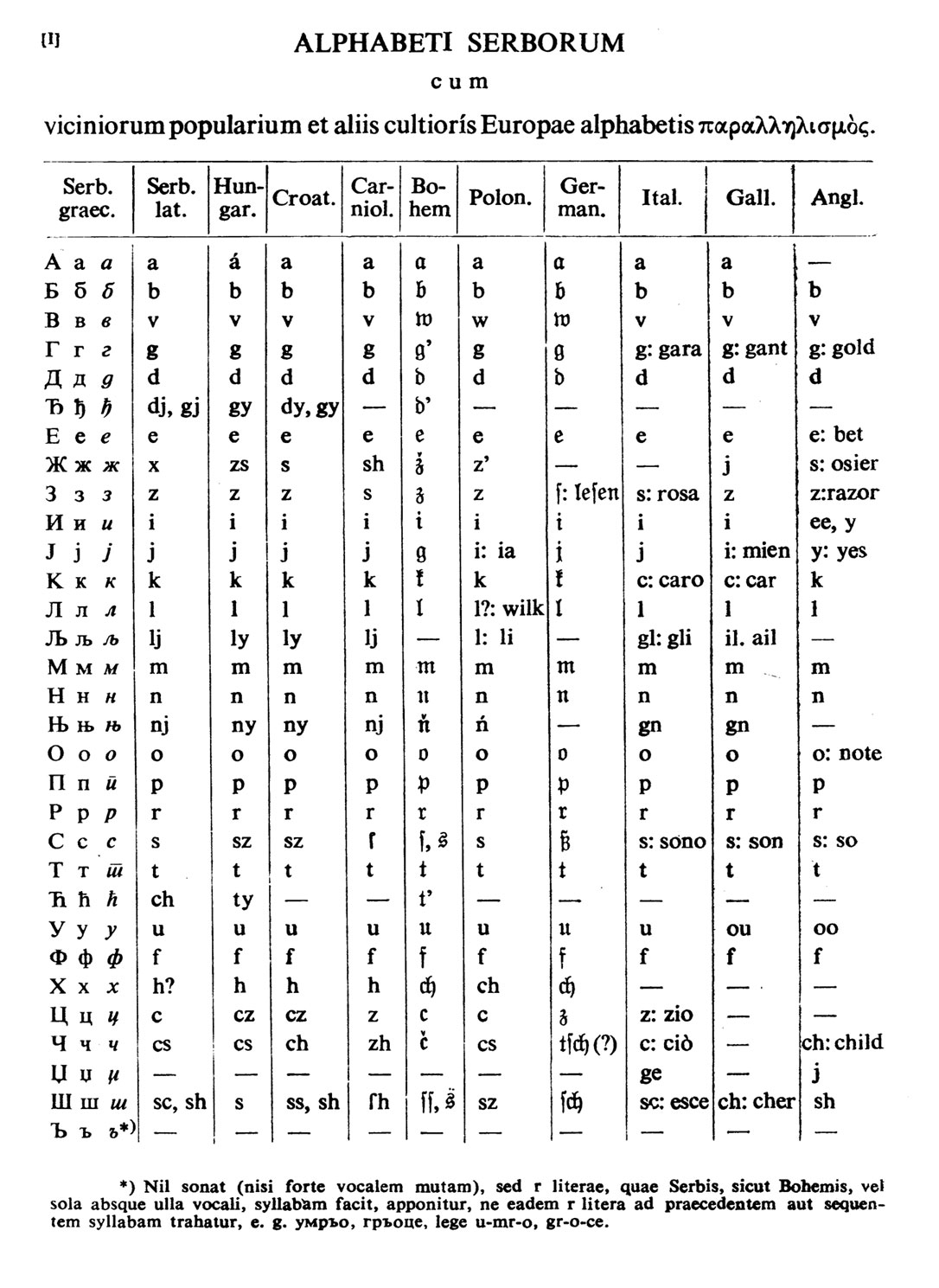
塞爾維亞語西里爾字母，塞爾維亞語拉丁字母，取自歐洲語言比較正字法。來源：吴克·斯蒂凡诺维奇·卡拉季奇 "Srpske narodne pjesme" （塞爾維亞民間詩歌），維也納，1841年

格拉哥里字母和西里尔字母这两种斯拉夫文字传统上是由拜占庭传教士西里尔和美多德兄弟在860年代发展起来，帮助给斯拉夫人传教。格拉哥里字母看起来更早，早于基督教的传入，仅被西里尔形式化并扩展包含希腊语没有的发音。西里尔字母或许是西里尔的门徒所创，或许是在890年代的普雷斯拉夫文学学校。
西里尔字母最早的形式是ustav，基于安色尔体希腊字母，增加连字和格拉哥里字母中来的用于希腊文没有的辅音的字母。不区分大小写字母。斯拉夫人的书面语言基于塞萨洛尼基的保加利亚语方言。

### 卡拉季奇的改革
吴克·斯蒂凡诺维奇·卡拉季奇（1787–1864）1813年塞尔维亚革命期间离开塞尔维亚去维也纳。在那里见了对斯拉夫语研究有强烈兴趣的语言学家叶尔内·科匹达尔。科匹达尔和薩瓦·馬爾卡里帮助卡拉季奇改革塞尔维亚语及其正写法。他在1818年完成了字母与《塞尔维亚语词典》的编定。
卡拉季奇改革了塞尔维亚书面语，并通过约翰·克里斯托弗·阿德隆的模式和扬·胡斯的捷克语字母之上的严格的音位准则把塞尔维亚语西里尔字母标准化。卡拉季奇对塞尔维亚书面语的改革使之现代化，并使之与塞尔维亚和俄国教会斯拉夫语拉开了距离，反而更接近常见的民间语言，尤其是东黑塞哥维那的方言。卡拉季奇和1850年维也纳文学协定的主要塞尔维亚签字人久罗·达尼契奇受到奥地利当局的启发，为塞尔维亚语及其今天在塞尔维亚、黑山、波黑和克罗地亚的变种奠定了基础。卡拉季奇还把新约全书翻译成塞尔维亚语，1868年出版。
他出版了一些著作；1814年的《Mala prostonarodna slaveno-serbska pesnarica》和《Pismenica serbskoga jezika》，还有两次是在1815和1818年，所有这些使用着仍在制定中的字母。在他1815-1818的信中他用了Ю、я、Ы和Ѳ。在他1815年的歌集中去掉了Ѣ。
这套字母在他去世四年后的1868年被官方接受。

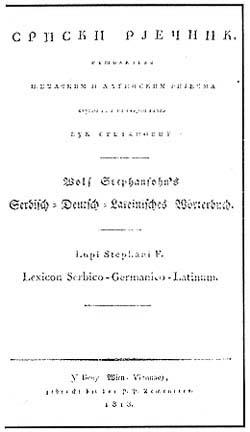
吴克的词典

从古斯拉夫文字里吴克挑选了24个字母：
| А а | Б б | В в | Г г | Д д | Е е | Ж ж | З з |
| И и | К к | Л л | М м | Н н | О о | П п | Р р |
| С с | Т т | У у | Ф ф | Х х | Ц ц | Ч ч | Ш ш |

他添加了1个拉丁字母：
| Ј ј |

添加了5个新字母：
| Љ љ | Њ њ | Ћ ћ | Ђ ђ | Џ џ |

他删除了：
| Ѥ ѥ (је) | Ѣ, ѣ (јат) | І ї (и) | Ѵ ѵ (и)  | Ѹ ѹ (у)  | Ѡ ѡ (о)  | Ѧ ѧ (мали јус) | Ѫ ѫ (велики јус)     | Ы ы (јери, тврдо и) |          |
| Ю ю (ју) | Ѿ ѿ (от)   | Ѳ ѳ (т) | Ѕ ѕ (дз) | Щ щ (шт) | Ѯ ѯ (кс) | Ѱ ѱ (пс)       | Ъ ъ (тврди полуглас) | Ь ь (меки полуглас) | Я я (ја) |

#### 在奥匈帝国
1914年10月3日和13日发布的命令禁止在克羅埃西亞-斯拉沃尼亞王國使用塞尔维亚语西里尔字母，仅限于宗教指令。1915年1月3日通过了一项法令，完全禁止公众使用塞尔维亚语西里尔字母。1915年10月25日的上谕禁止在波斯尼亚和黑塞哥维那共管地区使用塞尔维亚语西里尔字母，除了“塞尔维亚正教会的范围内”。

#### 第二次世界大战
1941年4月25日，纳粹德国在波斯尼亚的进攻的总策划者，耶路撒冷大穆夫提阿明·侯赛尼，禁止塞尔维亚语西里尔字母。塞尔维亚正教会被禁止带蓝色标记，还有犹太人的黄色标记。

#### 在南斯拉夫
自1918年南斯拉夫王国建立以来塞尔维亚语西里尔字母是用于书写塞尔维亚-克罗地亚语的两种官方文字之一，另一种是拉丁字母（latinica）。
随着1990年代南斯拉夫社会主义联邦共和国的解体，塞尔维亚-克罗地亚语分成了各个民族的变种（就像南斯拉夫之前的时期那样），而且西里尔字母不再被克罗地亚官方使用，而在塞尔维亚、波斯尼亚和黑塞哥维那仍然是法定的官方文字。
在2006年塞尔维亚宪法之下，西里尔字母是唯一官方使用的文字。

## 特殊字母
连字⟨Љ⟩和⟨Њ⟩，以及⟨Џ⟩、⟨Ђ⟩和⟨Ћ⟩是专为塞尔维亚语字母而发展出来的。
- 卡拉季奇的⟨Љ⟩和⟨Њ⟩基于薩瓦·馬爾卡里（英语：Sava Mrkalj）的设计，把⟨Л⟩和⟨Н⟩与软音符号（Ь）连在一起。
- 卡拉季奇的⟨Џ⟩基于罗马尼亚语西里尔字母「Gea」。[來源請求]
- 卡拉季奇用⟨Ћ⟩表示清龈颚塞擦音（IPA：/tɕ/）。这个字母基于12世纪格拉哥里字母Ⰼ（Djerv），但表现形式不同；这个字母在12世纪就用于塞尔维亚语，用来表示/ɡʲ/、/dʲ/和/dʑ/。
- 卡拉季奇为了字母⟨Ђ⟩接受卢基扬·穆希茨基（英语：Lukijan Mušicki）的设计。它基于⟨Ћ⟩。
- ⟨Ј⟩取自拉丁字母。

⟨Љ⟩、⟨Њ⟩和⟨Џ⟩后来被马其顿语西里尔字母所接受。

## 与其他西里尔字母的不同

б、г、д、п、т常见的直立体（左）、俄文斜体（中）和塞尔维亚／马其顿文斜体（右）字形；注意所有这些在俄文手写体中都是可以接受的

塞尔维亚语西里尔字母不用在其他斯拉夫语言西里尔字母中遇到的字母。不用硬音符号（ъ）和软音符号（ь），却有前面所提到的软音符号的连写。没有俄文／白俄文、半元音或者，没有iotated字母（俄文／白俄文的）、（乌克兰语）、（俄文）或者，而是用。也可以表示半元音。字母不使用，必要时拼写成或者。
塞尔维亚及马其顿文小写字母和的斜体和手写体形式不同于其他西里尔字母的用法（塞尔维亚文有时会加下划线，而马其顿文中从来没有）。这在Unicode模式中带来了困难，字形的不同之处明显只存在于斜体，而且历史上非斜体字母用以相同的码位。塞尔维亚专业字体排版使用针对语言构建的特定字体来克服这问题，但是从一般电脑打印出来包含东斯拉夫语言的文本并非塞尔维亚式的斜体。出自Adobe、微软（Windows Vista及以后版本）以及少数其他字体设计商的西里尔字体包含塞尔维亚文变体（常规体和斜体）。
如果内置的字体和Web技术提供支持，适当的字形会通过给文字标记适当的语言代码获得。因此，在直立体中：
- <span lang="sr">бгдпт</span> 生成 бгдпт，同样（除б的字形外），
- <span lang="ru">бгдпт</span> 生成 бгдпт

而在斜体中：
- <span lang="sr" style="font-style: italic">бгдпт</span> 产生 бгдпт，
- <span lang="ru" style="font-style: italic">бгдпт</span> 产生 бгдпт。

自从Unicode仍然不提供相应的区分以来，OpenType locl（locale）支持就必须呈现出来。像Mozilla Firefox、LibreOffice（当前只有在GNU/Linux下）及其他程序提供所需的OpenType支持。从CSS 3开始，网页作者还可以使用这种方法：font-feature-settings: 'locl';。当然，字体家族如GNU FreeFont、DejaVu、Ubuntu、出自Windows Vista的微软“C”系列字体及上文的字体是必需的。

### 文献来源
- Sir Duncan Wilson, The life and times of Vuk Stefanović Karadžić, 1787-1864: literacy, literature and national independence in Serbia, p. 387. Clarendon Press, 1970. Google Books
- Alphabet